# Balclutha flagellata
Balclutha flagellata är en insektsart som beskrevs av Knight 1987. Balclutha flagellata ingår i släktet Balclutha och familjen dvärgstritar. Inga underarter finns listade i Catalogue of Life.